# Sheldon Souray
Sheldon Sharik Souray, född 13 juli 1976 i Elk Point, Alberta, är en före detta kanadensisk professionell ishockeyspelare. Han var en offensiv back som avslutade karriären i NHL-klubben Anaheim Ducks. Souray har tidigare spelat i New Jersey Devils, Montreal Canadiens, Edmonton Oilers och Dallas Stars. 
Souray debuterade i NHL för New Jersey Devils säsongen 1997–98. Under sin tredje säsong i klubben blev han skickad till Montreal Canadiens i utbyte mot Vladimir Malakhov. I Canadiens spelade han under tre säsonger utan att göra så stort avtryck offensivt, för att sedan missa hela säsongen 2002–03 på grund av en vristskada. När han återvände till laget säsongen därpå slog han dock igenom som en offensivt skicklig back då han gjorde 15 mål och passade till 20 för totalt 35 poäng. Under denna genombrottssäsong fick han även spela i All Star-matchen. 
Under lockoutsäsongen 2004–05 spelade Souray för Färjestad BK i den svenska Elitserien. På 39 matcher gjorde han 9 mål och 8 assist och var en av lagets bästa backar. Färjestad tog sig till SM-final, där man dock förlorade mot Frölunda HC. 
När NHL startade igen gjorde Souray ännu en rekordsäsong, då han gjorde 39 poäng på 75 matcher för Canadiens. Säsongen 2006–07 blev ännu bättre poängmässigt; Souray sköt hela 26 mål, vilket var bäst bland backarna i NHL, och tillsammans med 38 assist blev det hela 64 poäng. 
Inför säsongen 2007–08 skrev Souray ett femårskontrakt med Edmonton Oilers, och spelade därmed nära sina hemtrakter i Alberta.

## Statistik

### Klubbkarriär
| 1992–93    | Tri-City Americans    | WHL        | 2   | 0   | 0   | 0   | 0    | —  | — | — | —  | —  |
| 1993–94    | Tri-City Americans    | WHL        | 42  | 3   | 6   | 9   | 122  | —  | — | — | —  | —  |
| 1994–95    | Tri-City Americans    | WHL        | 40  | 2   | 24  | 26  | 140  | —  | — | — | —  | —  |
| 1994–95    | Prince George Cougars | WHL        | 11  | 2   | 3   | 5   | 23   | —  | — | — | —  | —  |
| 1994–95    | Albany River Rats     | AHL        | 7   | 0   | 2   | 2   | 8    | —  | — | — | —  | —  |
| 1995–96    | Prince George Cougars | WHL        | 32  | 9   | 18  | 27  | 91   | —  | — | — | —  | —  |
| 1995–96    | Kelowna Rockets       | WHL        | 27  | 7   | 20  | 27  | 94   | 6  | 0 | 5 | 5  | 2  |
| 1995–96    | Albany River Rats     | AHL        | 6   | 0   | 2   | 2   | 12   | 4  | 0 | 1 | 1  | 4  |
| 1996–97    | Albany River Rats     | AHL        | 70  | 2   | 11  | 13  | 160  | 16 | 2 | 3 | 5  | 47 |
| 1997–98    | Albany River Rats     | AHL        | 6   | 0   | 0   | 0   | 8    | —  | — | — | —  | —  |
| 1997–98    | New Jersey Devils     | NHL        | 60  | 3   | 7   | 10  | 85   | 3  | 0 | 1 | 1  | 2  |
| 1998–99    | New Jersey Devils     | NHL        | 70  | 1   | 7   | 8   | 110  | 2  | 0 | 1 | 1  | 0  |
| 1999–00    | New Jersey Devils     | NHL        | 52  | 0   | 8   | 8   | 70   | —  | — | — | —  | —  |
| 1999–00    | Montreal Canadiens    | NHL        | 19  | 3   | 0   | 3   | 44   | —  | — | — | —  | —  |
| 2000–01    | Montreal Canadiens    | NHL        | 52  | 3   | 8   | 11  | 95   | —  | — | — | —  | —  |
| 2001–02    | Montreal Canadiens    | NHL        | 34  | 3   | 5   | 8   | 62   | 12 | 0 | 1 | 1  | 16 |
| 2003–04    | Montreal Canadiens    | NHL        | 63  | 15  | 20  | 35  | 104  | 11 | 0 | 2 | 2  | 39 |
| 2004–05    | Färjestad BK          | Elitserien | 39  | 9   | 8   | 17  | 117  | 15 | 1 | 6 | 7  | 77 |
| 2005–06    | Montreal Canadiens    | NHL        | 75  | 12  | 27  | 39  | 116  | 6  | 3 | 2 | 5  | 8  |
| 2006–07    | Montreal Canadiens    | NHL        | 81  | 26  | 38  | 64  | 135  | —  | — | — | —  | —  |
| 2007–08    | Edmonton Oilers       | NHL        | 26  | 3   | 7   | 10  | 36   | —  | — | — | —  | —  |
| 2008–09    | Edmonton Oilers       | NHL        | 81  | 23  | 30  | 53  | 98   | —  | — | — | —  | —  |
| 2009–10    | Edmonton Oilers       | NHL        | 37  | 4   | 9   | 13  | 65   | —  | — | — | —  | —  |
| 2010–11    | Hershey Bears         | AHL        | 40  | 4   | 15  | 19  | 85   | 6  | 1 | 1 | 2  | 16 |
| 2011–12    | Dallas Stars          | NHL        | 64  | 6   | 15  | 21  | 73   | —  | — | — | —  | —  |
| NHL totalt | NHL totalt            | NHL totalt | 714 | 102 | 181 | 283 | 1093 | 34 | 3 | 7 | 10 | 65 |

### Internationellt
| År     | Lag    | Turnering |   | Matcher | Mål | Assist | Poäng | Utv |
| ------ | ------ | --------- | - | ------- | --- | ------ | ----- | --- |
| 2005   | Kanada | VM        | 9 | 1       | 1   | 2      | 6     |     |
| Totalt | Totalt | Totalt    | 9 | 1       | 1   | 2      | 6     |     |